# Arne Kahlke
Arne Kahlke (* 14. März 1969 in Hamburg) ist ein deutscher Unternehmer, Wirtschaftsmanager und Geschäftsführer der LemonSwan GmbH.

## Werdegang
Kahlke studierte Betriebswirtschaftslehre in Hamburg. Er erhielt nach seinem Studium 1996 seine erste Anstellung bei dem kanadischen Unternehmen Seagram, wo er für die Marke Jim Beam zuständig war und die Marke Captain Morgan Spiced Gold in den deutschen Markt einführte. Seit 1999 war er beim Konzern Ferrero im Bereich des deutschen Marktes für Rocher tätig. Danach übernahm er im Jahr 2000 als Co-Founder die Sales- und Marketingleitung des Unternehmens handy.de, dessen Mehrheit 2002 an Gruner + Jahr verkauft wurde. 2002 bis 2003 führte er Marketing und Vertrieb der PE Digital GmbH (Parship).
2004 gründete Kahlke die deutsche Online-Partnervermittlung ElitePartner und führte diese als Geschäftsführer. 2007 verkaufte er ElitePartner an die ehemalige TOMORROW FOCUS AG und führte das Unternehmen bis zur Marktführerschaft 2010. Im Anschluss gründete er 2010 als Unternehmer und Business Angel diverse Unternehmen, u. a. Bueroservice24.de und betreute die Firma im Aufsichtsrat bis 2015. 2012 übernahm er die Geschäftsführung bei der ElitePartner-Konkurrenz Parship, um Parship zur Marktführerschaft zu führen. 2014 wechselte er zur Rocket-Internet-SE-Tochter Wimdu GmbH, um das Unternehmen zur Profitabilität zu führen. Nach erfolgter Umstellung führte er es bis zum Verkauf im Jahr 2016.
Im Dezember 2016 gründete Kahlke die Online-Partnervermittlung LemonSwan GmbH. Diese Online-Partnervermittlung wirbt mit einem kostenlosen Angebot für Alleinerziehende, Studenten und Auszubildende.
Seit 2012 ist Kahlke außerdem in der Ferienhausvermietung tätig und vermietet vor allem Feriendomizile auf Fehmarn.